# Tenthras obliteratus
Tenthras obliteratus là một loài bọ cánh cứng trong họ Cerambycidae.